# Арглтон
Арглтон — фантомне поселення, що з’явилося на Google Maps і Google Earth, але згодом було видалене Google.
Розташовувалося між дорогою A59 та залізничною станцією Town Town у межах цивільної парафії Огтон у Ланкаширі, Англія, в районі порожніх полів.
Дані Google використовуються іншими інформаційними службами, які розглядали Argleton як реальний населений пункт у зоні поштового індексу L39.

## Історія
В листопаді 2009 року мешканець Великої Британії Рой Бейфілд виявив в службі Google Maps місто Арглтон в графстві Ланкашир на північному заході країни.
Заради інтересу Бейфілд вирішив перевірити те місце на карті, де на Google Maps розташований Арглтон, однак не знайшов на місці міста нічого, крім відкритого поля. "Я був просто зачарований можливістю раптової появи неіснуючого місця, що силами мережі Інтернет стало реальністю й матеріалізувалося хоча б наполовину", - заявив він.
Пошук за словом "Арглтон" видає результати за вакансіями у цьому місті, пропозиціями про купівлю будинків, а також різного роду послугами. При цьому всі результати пошуку відповідають дійсності, особливість тільки в тому, що будинки, вакансії й послуги розташовуються не в Арглтоні, а в районі місця, що має загальний поштовий індекс L39.
Експерти вважають, що Google міг спеціально розташувати на мапі «місто-привид», задля убезпечення себе від спроб порушення авторського права. Відомі випадки, коли картографи наносили на карти вигадані вулиці.
Голландська компанія Tele Atlas, яка надає дані для Google Maps, заявила, що зітре Арглтон з карти, зізнавшись, що не має ні найменшого уявлення про те, як він потрапив в базу даних.
Видання The Telegraph пише, що назва "міста-фантома" - Argleton - є анаграмою фраз Not Real G ("не справжній") і Not Large ("не великий").